# Metalcyonidium gautieri
Metalcyonidium gautieri is een mosdiertjessoort uit de familie van de Clavoporidae. De wetenschappelijke naam van de soort is voor het eerst geldig gepubliceerd in 1975 door d'Hondt.